# Katholische Jugendbewegung
Als katholische Jugendbewegung im engeren Sinne werden die römisch-katholischen Jugendverbände bezeichnet, die in Form und Inhalt von der deutschen Jugendbewegung im ersten Drittel des 20. Jahrhunderts geprägt wurden. In einem weiteren Sinne umfasst der Begriff alle römisch-katholischen Jugendverbände, die völlig oder weitgehend unabhängig von Erwachsenenorganisationen arbeiten.

## Geschichte

### Ursprünge (bis 1918)
Die katholische Jugendbewegung begann mit der Gründung von katholischen Jugend- und Jungmännervereinen, vor allem der von den Jesuiten inspirierten Marianischen Kongregationen sowie der besonders von Adolph Kolping geprägten Gesellenvereine ab der Mitte des 19. Jahrhunderts.
Im Jahre 1896 schlossen sich erstmals etwa 600 solcher Vereine zum Verband der katholischen Jugend- und Jungmännervereine Deutschlands zusammen, der allerdings noch bis zum Ende des Ersten Weltkriegs sehr eng an den Idealen der marianischen Kongregationen orientiert blieb. Immerhin hatte er 1907 150.000 Mitglieder. In diesem Jahr wurde eine Verbandszentrale in Düsseldorf – ab 1924 Jugendhaus Düsseldorf genannt – eingerichtet, erster Generalsekretär war Carl Mosterts. Die dort organisierten Vereine richteten sich vor allem nach dem Ersten Weltkrieg stärker an der Jugendbewegung aus, können aber im eigentlichen Sinne nicht zur katholischen Jugendbewegung im engeren Sinne gezählt werden.
Die eigentliche katholische Jugendbewegung hat einen ihrer Ursprünge in den katholischen Abstinenzverbänden. So wurden 1909 in Breslau und Neiße erste abstinente Gymnasiastengruppen gegründet, die sich später „Quickborn“ nannten. Ab 1913 wurden auch Mädchengruppen gebildet. Mit dem Titel einer Zeitschrift wurde der Name für die Gemeinschaft festgeschrieben: „Quickborn“. Im Oktober 1913 nahmen Vertreter der katholischen Abstinenzverbände am Freideutschen Jugendtag teil. Beeindruckt davon, aber zugleich kritisch versuchten diese und ähnliche Verbände vor allem in der Folgezeit eine eigene Identität zu gewinnen.
Zum Teil abhängig, zum Teil unabhängig davon entstanden in den folgenden Jahren weitere Schülergruppen dieses Typs, meist an höheren Lehranstalten und durchaus in enger Tuchfühlung mit dem Wandervogel und geprägt von den Ideen der Jugendbewegung, der Pfadfinderbewegung und der Bündischen Jugend.

### Katholische Jugendbewegung nach 1918
Zu den katholischen Jugendverbänden gehörten am Ende der Weimarer Republik rund eine Million junger Katholiken. Das von Carl Mosterts, dem Generalpräses des Verbandes der katholischen Jugend- und Jungmännervereine Deutschlands, 1922 als Begegnungsstätte gegründete Haus Altenberg neben dem Altenberger Dom im Bergischen Land bei Köln wurde unter seinem Nachfolger Prälat Ludwig Wolker 1926 zum Zentrum der katholischen Jugendbewegung in Deutschland und besteht noch heute als Jugendbildungsstätte des Erzbistums Köln.
Aktive Jugendverbände dieser Zeit waren:
- Bund Neudeutschland
- Bund Neuland
- Grauer Orden
- Heliand-Bund
- Katholischer Wandervogel (1928–1933), etwa 800 Mitglieder, entstanden aus dem Jungkreuzbund[1]
- Normannsteiner
- Katholischer Jungmännerverband
- Jugendverbände der Schönstattbewegung
- Quickborn
- Sturmschar
- Verband der Katholischen Dienstmädchenvereine in Deutschland
- Katholischer Jugendbund werktätiger Mädchen (1924 gegründet)[2]
- Katholische Werkjugend, der Jugendverband der Katholischen Arbeitervereine.

### Katholische Jugendbewegung im Nationalsozialismus
Ab 1934 mussten die katholischen Jugendverbände zunehmend Beschränkungen ihrer äußeren Tätigkeit durch das Nazi-Regime hinnehmen. Ab dem 23. Juli 1935 war ihnen durch Polizeiverordnung, zunächst in Preußen, dann im gesamten Deutschen Reich praktisch jede Betätigung außer der rein religiösen verboten. Örtlich kam es zu Mitgliederverlusten der Jugendverbände, insgesamt aber wuchs die innere Überzeugung der Jugendlichen, die weiter mitmachten.
Es erwies sich als notwendig, neue organisatorische Formen der Jugendarbeit zu finden. Der Akzent lag auf religiösen Feierstunden, Kundgebungen, Lichterprozessionen und Wallfahrten. Der jährliche Bekenntnissonntag am Christkönigsfest bekam von daher einen ganz neuen Stellenwert. Allein im Kölner Dom trafen sich am Christkönigsfest im Oktober 1934 um 5 Uhr morgens 30000 Jugendliche.
Neue Kirchenlieder entstanden, gedichtet vor allem vom Sekretär des Katholischen Jungmännerverbandes, Georg Thurmair, und bekannt gemacht unter anderem in dem verbreiteten Liederbuch Kirchenlied, in denen der Protest gegen das Regime auf subtile Art zum Ausdruck kam, etwa die „mancherlei Beschwerde“ des bekannten Liedes „Wir sind nur Gast auf Erden“ oder im „Altenberger Wallfahrtslied“ („Nun, Brüder, sind wir frohgemut“), z. B. in dem Vers „Wir aber kommen aus DER Zeit ganz arm in deine Helle“, beide vertont von Adolf Lohmann. Angesichts des Verbotes äußerer Betätigung wurden Gesichter zu Fahnen; in einem Gedicht von Thomas Klausner (einem Pseudonym für Georg Thurmair) heißt es:

„Rollt eure Fahnen um den Schaft und geht wie stumme Boten:
Die Macht ist über unsere Kraft. Die Macht hat es geboten.
Die Straße frei, der Lärm vergeht, wir ziehen in die Stille,
und wenn auch keine Fahne weht, es bleibt uns doch der Wille:
Wir wollen Deutschland, und wir mahnen das Volk an seine Kraft.
Nun sind Gesichter unsere Fahnen und Leiber unser Schaft.“

Ab dem 18. Juni 1937 war eine Doppelmitgliedschaft in der Hitlerjugend und einer katholischen Jugendgruppe verboten. Im März 1934 hatte sich der Erzbischof von Freiburg, Conrad Gröber, dafür ausgesprochen, „in tunlichster Bälde Verhandlungen aufzunehmen, mit dem Zwecke die katholische Jugend in die Hitlerjugend einzureihen.“
Kritiker wenden ein, dass die Katholische Jugendbewegung den Schwerpunkt ihrer Reaktionen auf die Einschränkungen durch den Nationalsozialismus auf den Zusammenhalt der christlichen Eigengruppe und eine „innere Emigration“ gegenüber dem Regime gelegt habe, ohne aktiven Widerstand zu leisten oder aktiv anderen Verfolgten im Lande zu Hilfe zu kommen. Hans Maier sagte in einer Rede beim 50. Jubiläum des Christophorus-Verlags 1985: „Einerseits war es ganz gewiß schon ein Stück Widerspruch und Widerstand, wenn in einem Raum eben kein Hitlerbild hing, sondern eine Madonna oder ein Dantevers. [...] Andererseits: der mühsam abgeschirmte, mühsam behauptete Raum privater Freiheit, persönlicher Selbstverfügung – konnte er nicht auch zum réduit einer ohnmächtigen Innerlichkeit werden, zu einem Rückzugsfeld, in dem das sogenannte Gute, die Moral, die Anständigkeit sich weniger erhielt und behauptete als versteckte, um nicht 'draußen' gegen die übermächtige Welt antreten zu müssen?“ Und mit Dietrich Bonhoeffer fragte Maier, ob man nicht erst für die Juden schreien musste, ehe man es wagen durfte, Choral zu singen.
Beispiel: Der Bund Neudeutschland kämpfte nach 1933 um seinen Erhalt. Allerdings waren die Repressalien sehr groß und gipfelten darin, dass es zu Zwangsräumungen der ND-Heime kam und Hausdurchsuchungen durchgeführt wurden. Bedingt durch das Reichskonkordat von Juli 1933 ging es dem ND noch gut und es konnte sich unter dem Schutzmantel des Konkordats sogar der Widerstand gegen die Nazis formieren. Am 23. Juli 1935 wurde von Himmler eine Verordnung erlassen, die die Jugendverbände weitgehend lahmlegte. Mitte 1937 wurden bis auf zehn die Gaue des Bundes aufgehoben. Schließlich wurde der gesamte Bund am 6. Juli 1939 aufgehoben. Der ND zog sich mehr und mehr in den Untergrund zurück und wirkte von dort aus. Wichtige Widerstandskämpfer aus den Reihen des Bundes Neudeutschland waren: Willi Graf, der Lübecker Priester Hermann Lange und P. Alfred Delp. Aber auch der spätere Paderborner Erzbischof Johannes Joachim Kardinal Degenhardt wurde für sein Engagement für ND und katholische Kirche mehrfach in der berüchtigten Dortmunder Steinwache inhaftiert und verhört.

## Gegenwart

### Entwicklung nach 1945
Die katholische Jugend formierte sich nach dem Zweiten Weltkrieg neu. Die zum Teil wiedergegründeten, zum Teil neu gegründeten Verbände fanden bereits 1947 im „Bund der Deutschen Katholischen Jugend“ (BDKJ) als Dachverband eine gemeinsame Plattform und kirchlich anerkannte Organisationsform. Die Mitgliedsverbände verstehen sich inhaltlich, zum Teil sogar namentlich immer noch als „Bewegung“. Der BDKJ hatte seinen Sitz zunächst in Haus Altenberg, seit 1954 ist die Bundesstelle im Jugendhaus Düsseldorf.

### Die aktuellen Mitgliedsverbände des BDKJ
Unter den aktuellen Mitgliedsverbänden des BDKJ haben vor allem folgende Verbände Wurzeln in der katholischen Jugendbewegung:
- Christliche Arbeiterjugend
- Deutsche Pfadfinderschaft Sankt Georg
- Katholische Junge Gemeinde
- Katholische Landjugendbewegung
- Katholische Studierende Jugend
- Kolpingjugend
- Pfadfinderinnenschaft St. Georg
- Quickborn-Arbeitskreis
- DJK-Sportverband (Deutsche Jugendkraft – assoziiertes Mitglied)

### Verbände außerhalb des BDKJ
Neben den Mitgliedsverbänden des BDKJ gibt es auch unabhängige Verbände.
- Jugend 2000
- Katholische Pfadfinderschaft Europas (KPE)
- Schönstattjugend (auf Diözesanebene teilweise im BDKJ Mitglied)
  - Schönstatt-Mannesjugend
  - Schönstattbewegung Mädchen / Junge Frauen
- Katholische Jugend im Bistum Fulda
- Katholische Jugendbewegung (KJB; Jugendorganisation der Priesterbruderschaft St. Pius X.)[9]